# Patryk Rusin
Patryk Rusin (ur. 24 stycznia 1996) – polski judoka.
Zawodnik KSJ Gwardia Koszalin (od 2012). Brązowy medalista mistrzostw Polski seniorów 2017 w kategorii powyżej 100 kg. Ponadto m.in. młodzieżowy wicemistrz Polski 2017 oraz wicemistrz Polski juniorów 2016.